# Паранормальное явление (фильм)
«Паранормальное явление» (англ. Paranormal Activity) — фильм ужасов о сверхъестественном режиссёра, сценариста, продюсера, оператора и монтажёра Орена Пели. Он сосредоточён на молодой паре (Кэти Фезерстон и Мика Слот), которых преследует сверхъестественное существо в их доме. Затем они устанавливают камеру, чтобы задокументировать то, что их преследует. В фильме используются приёмы найденной плёнки, которые были отражены в более поздних фильмах серии.
Фильм изначально был снят Пели как независимый фильм и показан на кинофестивале в 2007 году, его бюджет составил 15 000 долларов. Затем он был куплен компанией Paramount Pictures и изменён, была снята новая концовка, на которую были потрачены дополнительно 200 000 долларов. Ограниченный прокат в США состоялся 25 сентября 2009 года, затем 16 октября 2009 года по всей стране. Премьера в России состоялась 5 ноября. Фильм заработал почти 108 миллионов долларов в США и ещё 85 миллионов долларов за рубежом, в общей сложности 194 миллиона долларов. Paramount/DreamWorks приобрела права на прокат фильма в США за 350 000 долларов. Его часто называют самым прибыльным фильмом из когда-либо снятых, основанным на пропорциональной окупаемости инвестиций, хотя такие цифры трудно проверить самостоятельно так как это, вероятно, исключает маркетинговые расходы.
Это первый фильм в серии фильмов «Паранормальное явление». Продолжение, «Паранормальное явление 2», вышло в 2010 году.

## Сюжет
Кэти и Мика — молодая пара, которая недавно переехала в двухэтажный дом в пригороде Сан-Диего (Калифорния). Кэти утверждает, что некая призрачная сущность преследует её с детства, поэтому Мика покупает видеокамеру, чтобы снимать происходящее ночью в их спальне.
В первую же ночь камера фиксирует чьи-то шаги. Наутро Кэти находит свои ключи от автомобиля на полу, а не на столе, где она их обычно оставляет. На следующий день они приглашают экстрасенса Фредрикса, который заявляет, что существо является демоном, а не призраком. Фредрикс даёт паре номер телефона знакомого демонолога, так как сам не специализируется на них.
В 3-ю ночь камера фиксирует движение двери. Мика просматривает запись и показывает её Кэти, говоря, что все окна и двери в доме закрыты. Позднее он также предполагает, что Кэти преследует демон.
В 5-ю ночь Кэти просыпается из-за ночного кошмара. Внизу раздаётся громкий шум, и Мика с Кэти идут посмотреть на источник звука. Не найдя ничего подозрительного, они возвращаются в комнату. Наутро к Кэти приезжает подруга Эмбер, а затем Мика даёт им прослушать ночную запись. Они слышат чьи-то нечеловеческие звуки, которые были зафиксированы за десять секунд до того, как Кэти и Мика проснулись. Мика считает, что существо хочет выйти на контакт. Он планирует приобрести спиритическую доску для установления связи с демоном, но Кэти выступает против этой идеи.
В 13-ю ночь Кэти говорит, что слышит внизу шум. После этого раздаётся зверский крик и грохот внизу. Они спускаются вниз и видят, что люстра в гостиной качается. Утром Мика берёт микрофон и проводит «эксперимент», чтобы услышать голос демона. При прослушивании Мика замечает посторонний тихий рык.
В 15-ю ночь Кэти встаёт с кровати и стоит перед спящим Микой около двух часов, затем он обнаруживает её во дворе на качелях. На следующий день при просмотре записи Кэти заявляет Мике, что ничего не помнит. Позже Мика достаёт спиритическую доску и собирается установить контакт с демоном, чем злит Кэти. Однако Мика всё равно устанавливает камеру у доски. Во время отсутствия пары на записи фиксируется какое-то движение, затем уиджа загорается, и на ней появляются различные символы.
В 17-ю ночь Мика решает насыпать белый порошок для того, чтобы увидеть следы демона. Ночью слышатся чьи-то шаги, и, проснувшись, пара видит следы от чердака, люк которого открыт. Мика поднимается на чердак и находит фото юной Кэти у старого дома, который вместе со всем её имуществом давно сгорел.
В 18-ю ночь включается свет у лестницы и захлопывается дверь комнаты, где спят Кэти и Мика. Днём снова раздаётся шум, и пара находит их разбитую совместную фотографию с трещиной и царапинами на лице Мики. Тогда они вновь вызывают экстрасенса Фредрикса, но тот, едва войдя в дом, заявляет паре, что существо крайне недовольно его приходом. Он напоминает, что демоны не его специализация, после чего уходит, несмотря на уговоры Кэти и просьбы помочь.
В 19-ю ночь неожиданно шевелится одеяло Кэти, а позже она чувствует рядом с собой чьё-то присутствие. Днём Мика заявляет Кэти, что нашёл в интернете информацию о девушке, с которой происходили те же самые события. Он предполагает, что это один и тот же демон, преследующий разных людей. 
В 20-ю ночь демон хватает Кэти за ногу и волочёт к лестнице. Мике удаётся отбить Кэти. Наутро Мика обнаруживает след укуса у Кэти, затем пара договаривается провести следующую ночь в отеле и уже там всё обдумать. Однако Кэти неожиданно решает остаться в доме, говоря, что всё будет хорошо. 
В 21-ю ночь Кэти снова, как лунатик, встаёт с постели и почти два часа смотрит на Мику, затем выходит из комнаты. Она кричит о помощи, Мика просыпается и бежит вниз к Кэти, после чего они замолкают. Далее слышатся шаги, и в спальню спиной вперёд влетает Мика, сбивая продолжающую снимать камеру. В комнату входит окровавленная Кэти, подползает к Мике, демонически улыбается и влетает лицом в камеру. В эпилоге говорится, что полицией был обнаружен труп Мики, а Кэти пропала без вести.

### Альтернативные концовки
После того как Paramount Pictures приобрела права, фильм с оригинальной концовкой показывался только на одном публичном просмотре. В итоге были сняты две новые концовки: стандартная — для показа в кинотеатрах, и альтернативная — для домашних релизов.

#### Оригинальная концовка
Кэти медленно и громко поднимается по лестнице обратно в комнату, вся в крови, с большим кухонным ножом в руках. Она садится у подножья кровати на пол и начинает маниакально качаться вперёд-назад. Всё это время камера её снимает. Так она сидит до утра и весь следующий день, не приходя в себя и продолжая качаться. Вечером в дом заходит Эмбер, которая находит мёртвого Мику и в панике убегает. Через некоторое время приезжает полиция, которая поднимается на второй этаж. Кэти возвращается в нормальное состояние, и, увидев полицейских, спрашивает о Мике. Не слыша их предупреждения, что они будут стрелять, если Кэти не бросит нож, она продолжает идти. За спинами полицейских захлопывается дверь, они стреляют в Кэти, и она падает на пол. В эпилоге говорится, что фильм посвящается памяти Мики и Кэти
Эта концовка была показана только на кинофестивале Screamfest в 2007 году и никогда официально не была выпущена Paramount или Blumhouse с момента покупки прав. Оригинальная версия фильма (названная «Festival Cut») позже просочилась на различные форумы, которые включали эту концовку.

#### Альтернативная концовка
Убив Мику за кадром, Кэти возвращается в комнату, как в оригинальной концовке. Она закрывает и запирает дверь спальни, подходит к камере и быстро перерезает себе горло, после чего падает замертво.

## В ролях
| Актёр           | Роль                         |
| --------------- | ---------------------------- |
| Кэти Фезерстон  | Кэти                         |
| Мика Слот       | Мика                         |
| Марк Фредрикс   | доктор Фредрикс              |
| Эмбер Армстронг | Эмбер                        |
| Эшли Палмер     | Диана (девушка из Интернета) |

## Восприятие

### Кассовые сборы
Фильм вышел 25 сентября 2009 года в двенадцати кинотеатрах и заработал 36 146 долларов в день премьеры и 77 873 долларов в первый уик-энд, в среднем 6 489 долларов на место. Он имел больше успеха, когда вышел 1 октября в 33 кинотеатрах, удвоив кассовые сборы, заработав 532 242 долларов, в среднем 16 129 долларов за место, в результате чего общая сумма за 10 дней составила 776 763 долларов.
По мере того, как в уик-энд с 9 по 11 октября показ увеличился до 160 кинотеатров, в ту пятницу фильм заработал 2,7 миллиона долларов, средний показатель на кинотеатр составил 16 621 долларов. Он заработал 7,9 миллиона долларов. За уик-энд фильм достиг самого высокого среднего показателя за неделю в 49 379 долларов, заняв четвёртое место на уик-энд, уступив фильмам «Формула любви для узников брака», «Добро пожаловать в Zомбилэнд» и «Облачно, возможны осадки в виде фрикаделек». В уик-энд 16 октября показ расширился ещё до 600 кинотеатров, заработав 19,6 миллионов долларов со средней валовой стоимостью 25 813 долларов на кинотеатр, и доведя общую валовую сумму до 33,2 миллионов долларов. В уик-энд 23 октября 2009 года фильм поднялся на первое место, опередив фильм «Пила 6», заработав 21 104 070 долларов, увеличившись до 1 945 кинотеатров в среднем за 10 850 долларов за кинотеатр, по сравнению с 14,1 миллионами долларов от 3036 кинотеатров и 4 650 долларов за «Пила 6». Фильм заработал 107,9 миллионов долларов в США и 85,4 миллиона долларов за рубежом, при этом общий валовый доход составил 194,2 миллиона долларов. По оценкам The Hollywood Reporter, чистая прибыль фильма составила 78 миллионов долларов.

### Критика
Фильм получил в основном положительные отзывы кинокритиков. На агрегаторе рецензий Rotten Tomatoes у фильма 173 положительных рецензий из 208. На Metacritic — 68 баллов из 100 на основе 24 обзоров. Роджер Эберт оценил фильм в 3,5 звезды из 4.
Оуэн Глейберман из Entertainment Weekly поставил оценку «A-» и назвал фильм «пугающим, причудливым и устрашающим».

## Спин-оффы
- «Паранормальное явление: Метка Дьявола» (англ. Paranormal Activity: The Marked Ones, 2014).

## Влияние
- «Паранормальное явление: Ночь в Токио» ( Япония, 2010)